# Ministère de la Cohésion des territoires et des Relations avec les collectivités territoriales
Le ministère de la Cohésion des territoires est l'administration française chargée de mettre en œuvre la politique de l'aménagement du territoire en France. Il est dirigé par un ministre, membre du gouvernement. Ce portefeuille est parfois associé à d'autres dans la composition des gouvernements.
Depuis le 23 décembre 2024, François Rebsamen est ministre de l'Aménagement du territoire et de la Décentralisation.

## Historique
Entre 2012 et 2014, le ministre de l’égalité des territoires reprend les missions du ministre chargé de la ville d’une part, et de ministre chargé de l'Aménagement du territoire d’autre part.
Il en est de même pour le ministre de la cohésion des territoires depuis 2017.

## Attributions et organisation

### Ministère de l'Égalité des territoires et du Logement (2012-2014)
Sous la présidence de François Hollande, et dans le Gouvernement Jean-Marc Ayrault , la ministre de l'Égalité des territoires et du Logement, Sylvia Pinel, prépare et met en œuvre la politique du gouvernement en matière de développement équilibré du territoire. Le ministère assure la cohésion économique et sociale de la région capitale et des autres territoires, à laquelle concourent les grandes infrastructures et les services publics. Il veille à la réduction des inégalités territoriales, notamment en matière de logement. Il est responsable de la politique de lutte contre les inégalités entre quartiers des zones urbaines.
Le commissariat général à l'Égalité des territoires est créé le 31 mars 2014.

### Ministre de la Cohésion des territoires (2017-2022)
Sous la première présidence d’Emmanuel Macron, dans les gouvernements Édouard Philippe et Jean Castex, le ministre de la cohésion des territoires est tour à tour Richard Ferrand, Jacques Mézard puis Jacqueline Gourault. Ils étaient chargés de :
- la politique de cohésion des territoires ;
- l'urbanisme et l'aménagement foncier ;
- la politique du logement et de la construction ainsi que la lutte contre la précarité et l'exclusion ;
- la politique de la ville.

L’agence nationale de la cohésion des territoires est créée en 2019.

### Ministère de la Transition écologique et de la Cohésion des territoires (2022-2024)
Entre 2022 et 2024, sous les gouvernements d’Élisabeth Borne puis de Gabriel Attal, le ministère de l’Écologie se voit confier les compétences relevant auparavant du ministère de la Cohésion des territoires.
La fonction est exercée successivement par Amélie de Montchalin puis Christophe Béchu, assistés d’un ministre délégué chargé de la Cohésion des territoires. Cette délégation est tour à tour assurée par Christophe Béchu, Caroline Cayeux puis Dominique Faure.

### Ministre de l'Aménagement du territoire et de la Décentralisation (depuis 2024)
À partir de 2024, le ministère de l’Écologie est de nouveau séparé de la Cohésion territoriale. Un Ministre de l'Aménagement du territoire et de la Décentralisation est alors nommé. Cette fonction est exercée par Catherine Vautrin puis François Rebsamen, respectivement sous les gouvernements Barnier et Bayrou.